# Kraj (żupania splicko-dalmatyńska)
Kraj – wieś w Chorwacji, w żupanii splicko-dalmatyńskiej, siedziba gminy Dicmo. W 2011 roku liczyła 514 mieszkańców.